# ویسپر (سیستم بازشناسی گفتار)
ویسپر (به انگلیسی: Whisper) یک مدل یادگیری ماشینی برای تشخیص و ترانویسی گفتار است که توسط اوپن‌ای‌آی تولید شد و اولین بار به صورت منبع باز در سپتامبر ۲۰۲۲ منتشر شد.
این مدل قادر به رونویسی گفتار به زبان انگلیسی و چندین زبان دیگر است و همچنین قادر است چندین زبان غیر انگلیسی را به انگلیسی ترجمه کند. به گفته اوپن‌ای‌آی در این مدل ترکیبی از داده‌های آموزشی مختلف استفاده شده که منجر به بهبود شناخت لهجه‌ها، نویز پس زمینه و اصطلاحات تخصصی (در مقایسه با مدل قبلی) شده است.
ویسپر یک مدل آکوستیک یادگیری عمیق با نظارت ضعیف است که با استفاده از معماری ترنسفورمر ساخته شده است. ویسپر در در مقایسه با دیگر مدل‌ها، ۵۰٪ خطاهای کمتری ایجاد می‌کند. ویسپر نسبت به رونویسی زبان‌های مختلف، نرخ خطای متفاوتی دارد، با نرخ خطای کلمه بالاتر در زبان‌هایی که به خوبی در داده‌های آموزشی نشان داده نشده‌اند.
نسخه دوم ویسپر در ۸ دسامبر ۲۰۲۲ منتشر شد. نسخه سوم در نوامبر ۲۰۲۳ منتشر شد.